# 約翰·安妮斯頓
约翰·安东尼·安妮斯顿（原名伊安尼斯·阿纳斯塔萨基斯，1933年7月24日—2022年11月11日）是一名出生于希腊的美国演员，曾在1985年7月全国广播公司的日间电视剧《我们的日子》中饰演维克托·基里亚基斯，该剧是他出演的首部电视剧，其后他断断续续地从事了37年的演员职业，直到2022年去世。他曾获得日間時段艾美獎于2017 年的戏剧类最佳男配角奖提名，并于2022年获得日间时段终身成就艾美奖。约翰·安妮斯顿是女演员詹妮弗·安妮斯顿的父亲。

## 早年生活
安妮斯顿于1933年7月24日出生于希腊克里特岛的哈尼亚，母亲为斯特拉·乔安妮（本名Koume；1899-1991），父亲为安东尼奥斯·阿纳斯塔萨基斯（1891-1966）。安妮斯顿两岁时，全家离开克里特岛前往美国，他的父亲抵达美国后将家人的名字盎格魯化，一家人定居于宾夕法尼亚州切斯特，并经营一家餐馆。
安妮斯顿毕业于宾夕法尼亚州立大学，获戏剧艺术学士学位。他于大学期间加入Alpha Chi Rho兄弟会，毕业后，他在美国海军担任情报官员，先在巴拿马服役，后来进入预备役，获授予海軍少校军衔。

## 职业生涯
安妮斯顿于1962年在《87th Precinct》中开启演艺生涯，在剧集《New Man in the Precinct》中饰演“1号官员”。自1970年开始在《我们的日子》中扮演埃里克·理查兹以后，他经常出演肥皂剧。1975年，安妮斯顿加入《Love of Life》，饰演埃迪·阿莱塔，并一直出演到1978年。1980年至1984年4月，安妮斯顿在《寻找明日》中扮演玛丽·斯图尔特在剧中的新恋人马丁·图尔纳。1985年7月，他重新开始出演《我们的日子》，饰演维克多·基里亚基斯，并一直扮演该角色直至去世。安妮斯顿凭借出色的表演获得2017年日间时段艾美奖剧情类最佳男配角提名。
2022年4月，消息称安妮斯顿将于6月18日在第49届年度日间时段创意艺术与生活方式艾美奖颁奖典礼上获颁发日间时段艾美奖终身成就奖。
安妮斯顿曾在电视连续剧《飞狼》第二季的《Short Walk to Freedom》中扮演了一个小角色，在《吉尔莫女孩》2002年的《A Deep Fried Korean Thanksgiving》一集中扮演道格拉斯·斯沃普，在《白宫群英》2002年的剧集《Game On》和《Debate Camp》中扮演亚历山大·汤普森，在1969年的《Mission Impossible》的《定时炸弹》一集中饰演第一任IMF队长，以及客串了《勇士们》 （1964 年）、《我盛大的希腊生活》（2002 年）、《星艦奇航記：重返地球》（2001 年）、《美国梦》（与《我们的日子》中的联合主演弗朗西斯·里德合作演出）、《时间旅人》和《广告狂人》。

## 个人生活
安妮斯顿与第一任妻子南希·道育有一女詹妮弗·安妮斯顿（生于1969年），与第二任妻子雪莉·鲁尼（在共同主演《Love of Life》时相识）育有一子亚历山大，女儿詹妮弗的教父是他最好的朋友之一特利·薩瓦拉斯
安妮斯顿于2022年11月11日逝世，享年89岁。

## 影视作品
| 年份            | 标题                          | 角色                            | 備註                                             | Ref.   |
| --------------- | ----------------------------- | ------------------------------- | ------------------------------------------------ | ------ |
| 1962            | 87th Precinct                 | 1号官员                         | 出演集次：《New Man in the Precinct》            |        |
| 1963            | 陌生人之恋                    | 梅西的鸟人                      |                                                  |        |
| 1964            | 勇士们                        | 2号希腊人                       | 出演集次: 《Vendetta》                           |        |
| 1967            | 谍网威龙                      | 伊科诺米德斯                    | 出演集次: 《The Beautiful Children》             |        |
| 1968            | The Shakiest Gun in the West  | 印度人                          |                                                  |        |
| 1968            | The Virginian                 | 弗兰克·韦斯特                   | 出演集次: 《Ride to Misadventure》               |        |
| 1968            | Now You See It, Now You Don't | 艾哈迈德                        | 电视电影                                         |        |
| 1969            | 虎膽妙算                      | 第一任IMF队长                   | 出演集次:《Time Bomb》                           |        |
| 1970; 1985–2022 | 我们的日子                    | 埃里克·理查兹 维克托·基里亚基斯 | 共出演3,782集                                    |        |
| 1970            | That Girl                     | 菲尔·哈维                       | 出演集次: 《Stop the Presses I Want to Get Off》 |        |
| 1974            | 神探酷杰克                    | 韦伯斯特/丹西克                 | 共出演2集                                        |        |
| 1975–1978       | Love of Life                  | 埃迪·阿莱塔                     | 集次位置                                         |        |
| 1979–1984       | 寻找明日                      | 马丁·图尔尼尔                   | 出演集次: "#1.8556"                              |        |
| 1985            | 飞狼                          | 阿图罗·阿尔扎上校               | 出演集次: 《Short Walk to Freedom》              |        |
| 1986            | 魔怪                          | 马库斯·卡佩罗博士               | 共出演27集                                       |        |
| 1993            | Night Sins                    | 维克托·基里亚基斯               | 电视电影                                         | [ 11 ] |
| 1997            | 谋杀诊断书                    | 卡尔顿·埃韦勒斯特               | 出演集次:《Must Kill TV》                        |        |
| 1997            | Fired Up                      | 戈尔丹                          | 出演集次:《Honey, I Shrunk the Turkey》          |        |
| 1999            | 铁血雄鹰                      | 亚历克斯·佐塔                   | 出演集次:《Faces of Fear》                       |        |
| 2001            | 星艦奇航記：重返地球          | 夸伦大使                        | 出演《Workforce》的第一和第二部分                | [ 12 ] |
| 2002            | 白宫群英                      | 亚历山大·汤普森                 | 共出演2集                                        |        |
| 2002            | 吉爾莫女孩                    | 道格拉斯·斯沃普                 | 出演集次:《A Deep-Fried Korean Thanksgiving》    |        |
| 2003            | 我盛大的希腊生活              | 康斯坦丁·克里斯塔科斯           | 出演集次:《Greek Easter》                        |        |
| 2004            | 美国梦                        | 约翰·维克多                     | 出演集次:《Old Enough to Fight》                 |        |
| 2007            | Order Up                      | 智者                            | 短片                                             |        |
| 2007            | 迷沙                          | 奈杰尔·巴林顿                   | 电视电影                                         |        |
| 2007            | 时间旅人                      | 梅里特·安鲍彻                   | 出演集次:《Home by Another Way》                 |        |
| 2008            | The Awakening of Spring       | 盖博先生                        |                                                  |        |
| 2008            | 乘龙霉婿                      | 吉姆                            | 出演集次:《The Wedding》                         |        |
| 2008            | Fixing Rhonda                 | 侦探麦科马斯                    |                                                  |        |
| 2009            | The Gold & the Beautiful      | 杰拉德·本尼迪克特               |                                                  |        |
| 2009            | 铁证悬案                      | 赫伯特·“伍尔夫”·詹姆斯          | 出演集次:《WASP》                                | [ 13 ] |
| 2010            | 广告狂人                      | 华莱士·哈里曼                   | 出场集次:《Waldorf Stories》                     |        |
| 2011            | The Paul Reiser Show          | 哈罗德·梅隆                     | 出演集次:《The Old Guy》                         |        |
| 2014            | 回到原点                      | 内德                            |                                                  | [ 14 ] |

## 奖项与提名
| 年份 | 奖项           | 分类                           | 相關電影名称 | 结果 | Ref.   |
| ---- | -------------- | ------------------------------ | ------------ | ---- | ------ |
| 1986 | 肥皂剧文摘奖   | 日间时段连续剧最佳男主角       | 我们的日子   | 獲獎 | [ 15 ] |
| 1986 | 肥皂剧文摘奖   | 日间时段连续剧中的杰出反派演员 | 我们的日子   | 獲獎 | [ 15 ] |
| 2017 | 日间时段艾美奖 | 剧情类最佳男配角               | 我们的日子   | 提名 | [ 16 ] |
| 2022 | 日间时段艾美奖 | 日间时段艾美奖终身成就奖       | 我们的日子   | 獲獎 | [ 17 ] |